# Zabelia dielsii
Zabelia dielsii (sin. Abelia zanderi), grm iz središnje Kine, Tajvana i Korejeskog poluotoka. Pripada porodici kozokrvnica. Otporan je na hladnoću.
U Kini je poznat pod imenom 南方六道木 (nan fang liu dao mu).

## Sinonimi
- Abelia anhweiensis Nakai
- Abelia biflora var. coreana (Nakai) C.F.Fang
- Abelia coreana Nakai
- Abelia dielsii (Graebn.) Rehder
- Abelia hersii Nakai
- Abelia zanderi (Graebn.) Rehder
- Linnaea dielsii Graebn.
- Linnaea zanderi Graebn.
- Zabelia biflora var. coreana (Nakai) H.Hara
- Zabelia coreana (Nakai) Hisauti & H.Hara
- Zabelia zanderi (Graebn.) Makino